# Новий Кадлубек
Новий Кадлубек (пол. Nowy Kadłubek) — село в Польщі, у гміні Стара Блотниця Білобжезького повіту Мазовецького воєводства.
Населення — 114 осіб (2011).
У 1975-1998 роках село належало до Радомського воєводства.

## Демографія
Демографічна структура станом на 31 березня 2011 року:
|          | Загалом | Допрацездатний вік | Працездатний вік | Постпрацездатний вік |
| -------- | ------- | ------------------ | ---------------- | -------------------- |
| Чоловіки | 65      | 17                 | 37               | 11                   |
| Жінки    | 49      | 10                 | 30               | 9                    |
| Разом    | 114     | 27                 | 67               | 20                   |